# ذي بحور (دوعن)
'

تعديل مصدري - تعديل

ذي بحور هي إحدى قرى عزلة صيف بمديرية دوعن التابعة لمحافظة حضرموت، بلغ تعداد سكانها 483 نسمة حسب تعداد اليمن لعام 2004.